# Fonética, Fonologia e Ortografia
Fonética, Fonologia e Ortografia é um livro de autoria de Claudio Cezar Henriques que focaliza as relações entre a língua falada e a língua escrita, e considera que, assim como esta não deve ser um entrave às manifestações de oralidade, também aquela não precisa promover uma revolução contra a língua escrita. 